# ليفي باربر
ليفي باربر هو سياسي أمريكي، ولد في 16 أكتوبر 1777 في Simsbury, Connecticut ‏ في الولايات المتحدة، وتوفي في 23 أبريل 1833 في مارييتا في الولايات المتحدة. نشط حزبياً في الحزب الجمهوري الديمقراطي. وقد انتخب عضو مجلس نواب أوهايو ‏ وانتخب عضو مجلس النواب الأمريكي ‏.